# District de Preseli Pembrokeshire
Pour les articles homonymes, voir Preseli Pembrokeshire.
Le district de Preseli Pembrokeshire (district of Preseli Pembrokeshire en anglais) est une ancienne zone de gouvernement local de deuxième niveau du pays de Galles.
Créé au 1er avril 1974 sous le nom de « district de Preseli » (district of Preseli en anglais) au sein du comté du Dyfed par le Local Government Act 1972, il est aboli le 31 mars 1996 en vertu du Local Government (Wales) Act 1994. Avec le district du South Pembrokeshire et les îles de Caldey et St Margaret (en), son territoire est constitutif du comté du Pembrokeshire institué à partir du 1er avril 1996.

## Géographie
Le territoire du district relève du comté administratif de Pembroke. Au 1er avril 1974, il constitue, avec les districts de Carmarthen, du Ceredigion, de Dinefwe, de Llanelli et du South Pembrokeshire, le comté du Dyfed, zone de gouvernement local de premier niveau créée par le Local Government Act 1972,.
Alors que le district admet 66 627 habitants au recensement de 1981, 67 069 résidents sont comptabilisés lors du recensement de 1991. La superficie du territoire du district est évaluée à 258 075 acres en 1978,,.

## Toponymie
Simplement défini par un ensemble de territoires par le Local Government Act 1972, le district prend le nom officiel de Preseli en vertu du Districts in Wales (Names) Order 1973, un décret en Conseil du 8 janvier 1973 pris par le secrétaire d’État pour le Pays de Galles. Aussi, par délibération du conseil de district, sa dénomination est transformée en Preseli Pembrokeshire au 1er avril 1987,,,.
Ainsi, le district tient son appellation originelle des monts de Preseli, une chaîne de collines située au nord du district, puis, le nom du comté du Pembrokeshire lui est adjoint.

## Histoire
Le district de Preseli est érigé au 1er avril 1974 à partir des territoires suivants, :
- le borough municipal de Haverfordwest ;
- le district urbain de Fishguard and Goodwick ;
- le district urbain de Milford Haven ;
- le district urbain de Neyland ;
- le district rural de Cemaes ;
- et le district rural de Haverfordwest.

En 1981, un décret en Conseil altère les limites du territoire du district : le Preseli and South Pembrokeshire (Areas) Order 1981, qui transfère une partie du district du South Pembrokeshire vers celui de Presli. Il entre en vigueur au 1er avril 1981,.
Par résolution du conseil du 8 février 1986 avec effet au 1er avril 1987, le district est renommé en « Preseli Pembrokeshire ». Le changement est entériné par un décret en Conseil, le Preseli District Council Order 1986. Il est aboli au 31 mars 1996 par le Local Government (Wales) Act 1994, son territoire relevant désormais du comté du Pembrokeshire au sens de la loi,,.

### Note
1. ↑  Il prend l’appellation de Preseli Pembrokeshire au 1er avril 1987.